# Dysaphis bonomii
Dysaphis bonomii är en insektsart som först beskrevs av Hille Ris Lambers 1935.  Dysaphis bonomii ingår i släktet Dysaphis och familjen långrörsbladlöss. Arten är reproducerande i Sverige. Inga underarter finns listade i Catalogue of Life.